# Ko Kyung-te
Ko Kyung-te (sinh ngày 6 tháng 4 năm 1995 ở Tokyo) là một cầu thủ bóng đá người Hàn Quốc. Anh thi đấu cho Briobecca Urayasu.

## Sự nghiệp thi đấu
Ko Kyung-te gia nhập AC Nagano Parceiro năm 2014. Vào tháng 8 năm 2015, anh chuyển đến Grulla Morioka. Năm 2016, anh trở lại AC Nagano Parceiro. Vào tháng 7 năm 2016, anh chuyển đến Briobecca Urayasu.